# Victor Marie d'Estrées
Victor Marie d'Estrées, francoski admiral in maršal, * 30. november 1660, Pariz, Francija, † 27. december 1737, Pariz.